# Psora
Psora is een geslacht van korstmossen dat behoort tot de familie Psoraceae. 

## Soorten
Volgens Index Fungorum bevat het geslacht 14 soorten (peildatum maart 2023):
| Soortnaam                                | Auteur(s)                            | Publicatiejaar |
| ---------------------------------------- | ------------------------------------ | -------------- |
| Psora altotibetica                       | Timdal, Obermayer & Bendiksby        | 2016           |
| Psora brunneocarpa                       | Timdal                               | 2002           |
| Psora crenata                            | (Taylor) Reinke                      | 1895           |
| Psora crystallifera                      | (Taylor) Müll. Arg.                  | 1888           |
| Psora decipiens (Witgerand grondschubje) | (Hedw.) Hoffm.                       | 1794           |
| Psora globifera                          | (Ach.) A. Massal.                    | 1852           |
| Psora hyporubescens                      | Timdal                               | 2002           |
| Psora icterica                           | (Mont.) Müll. Arg.                   | 1888           |
| Psora indigirkae                         | Timdal & Zhurb.                      | 2004           |
| Psora peninsularis                       | Timdal                               | 2002           |
| Psora pruinosa                           | Timdal                               | 2002           |
| Psora rubiformis                         | (Wahlenb. ex Ach.) Hook.             | 1833           |
| Psora taurensis                          | Timdal, Bendiksby, Kahraman & Halıcı | 2017           |
| Psora testacea                           | Hoffm.                               | 1790           |